# Mikal Bridges
Mikal Bridges (ur. 30 sierpnia 1996 w Filadelfii) – amerykański koszykarz, występujący na pozycjach rzucającego obrońcy lub niskiego skrzydłowego, obecnie zawodnik New York Knicks.
W 2017 wystąpił w turnieju Adidas Nations Counselors.
9 lutego 2023 został wytransferowany do Brooklyn Nets.
Od 2024 zawodnik New York Knicks.

## Osiągnięcia
Stan na 13 września 2023, na podstawie, o ile nie zaznaczono inaczej.

### NCAA
- Mistrz:
  - NCAA (2016, 2018)
  - turnieju konferencji Big East (2017, 2018)
  - sezonu regularnego Big East (2016, 2018)
- Uczestnik turnieju NCAA (2016–2018)
- Laureat nagród:
  - Julius Erving Award (2018)[3]
  - Obrońca roku Big East (2017)[4]
- MVP turnieju Big East (2018)[5]
- Zaliczony do
  - III składu All-American (2018 przez Associated Press, Sporting News, NABC)
  - I składu:
    - NCAA Final Four (2018 przez Associated Press)[6]
    - Big East (2018)
    - turnieju Battle 4 Atlantis (2018)
- Zawodnik tygodnia Big East (19.02.2018)

### NBA
- Wicemistrz NBA (2021)[7]
- Zaliczony do I składu defensywnego NBA (2022)[8]

### Reprezentacja
- Uczestnik mistrzostw świata (2023 – 4. miejsce)[9]